# ツィタ・フォン・ブルボン＝パルマ
ツィタ・フォン・ブルボン＝パルマ（ドイツ語: Zita von Bourbon-Parma, 1892年5月9日 - 1989年3月14日）は、オーストリア＝ハンガリー帝国最後の皇帝カール1世の皇后。
ルクセンブルク大公マリー＝アデライドとシャルロットの姉妹、ベルギー王アルベール1世妃エリザベートとはともに母方の従姉妹同士に当たる。また、シャルロットの夫フェリックスはすぐ下の弟である。

## 生涯

### 生い立ち

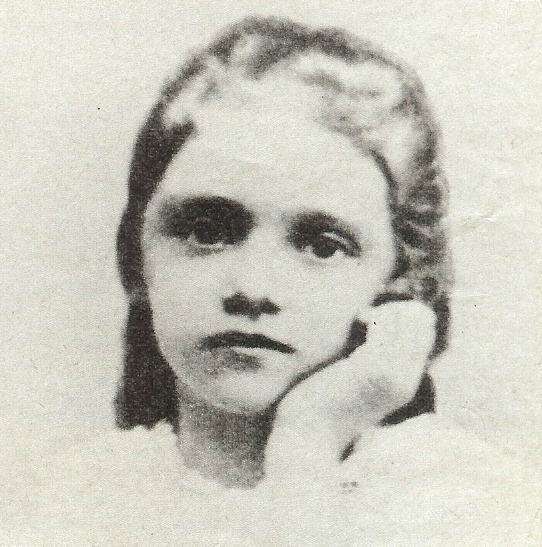
少女時代のツィタ（1900年代）

1892年5月9日、イタリア王国のルッカ近郊ピアノーレ城で誕生する。父はブルボン＝パルマ家のパルマ公ロベルト1世、母はポルトガルの廃王ミゲル1世の娘マリア・アントーニアで、異母兄姉を含む24人の兄弟姉妹中17番目の子である。2日後の5月11日、洗礼を受けツィタと名付けられる。カトリックの聖人ツィタ・ディ・ルッカに由来するが、当時としても珍しい名前であった。
母マリア・アントニアと後の夫となるカール大公の義理の祖母マリア・テレジアが姉妹であった関係から（つまりカールはツィタにとって義理の従兄の子に当たる）、カールはロベルト公が所有するシュヴァルツァウの狩猟館をたびたび訪れていた。そのうち、ツィタ7歳の時には歳の差を感じるとともに、弟のマクシミリアンについてよく気が付く人だという印象を与えた。
1903年9月16日から、ツィタはバイエルンのツァングベルクにある聖ヨゼフ修道院で、「貴族の子女のための」教育を受ける。当時の教師によれば、「小柄な子だったが、目的意識はしっかり持っていた」一方、公女と言う立場から友人に均等に接し「親しい友人はひとりもいなかった」という。学業成績は優秀ではなかったものの、努力もあってドイツ語を習得する。1907年に、父と死別する。
1908年晩秋、ツィタは修道院の最終学年で勉学を打ち切り、翌1909年2月、ワイト島の聖セシル修道院に移り、母方の祖母アーデルハイトの下で学業を継続する。同修道院には、ツィタの長姉アデライデを始め、親族の女性たちが修道女として神に勤めていた。
急な転校は、当時は、叔母マリア・テレジアが熱心に薦める、カールとの結婚からの逃避と考えられていたが、母マリア・アントーニアによる、より女性として成熟してからカールと再会させる計画だとする説もある。

### カール大公との婚約

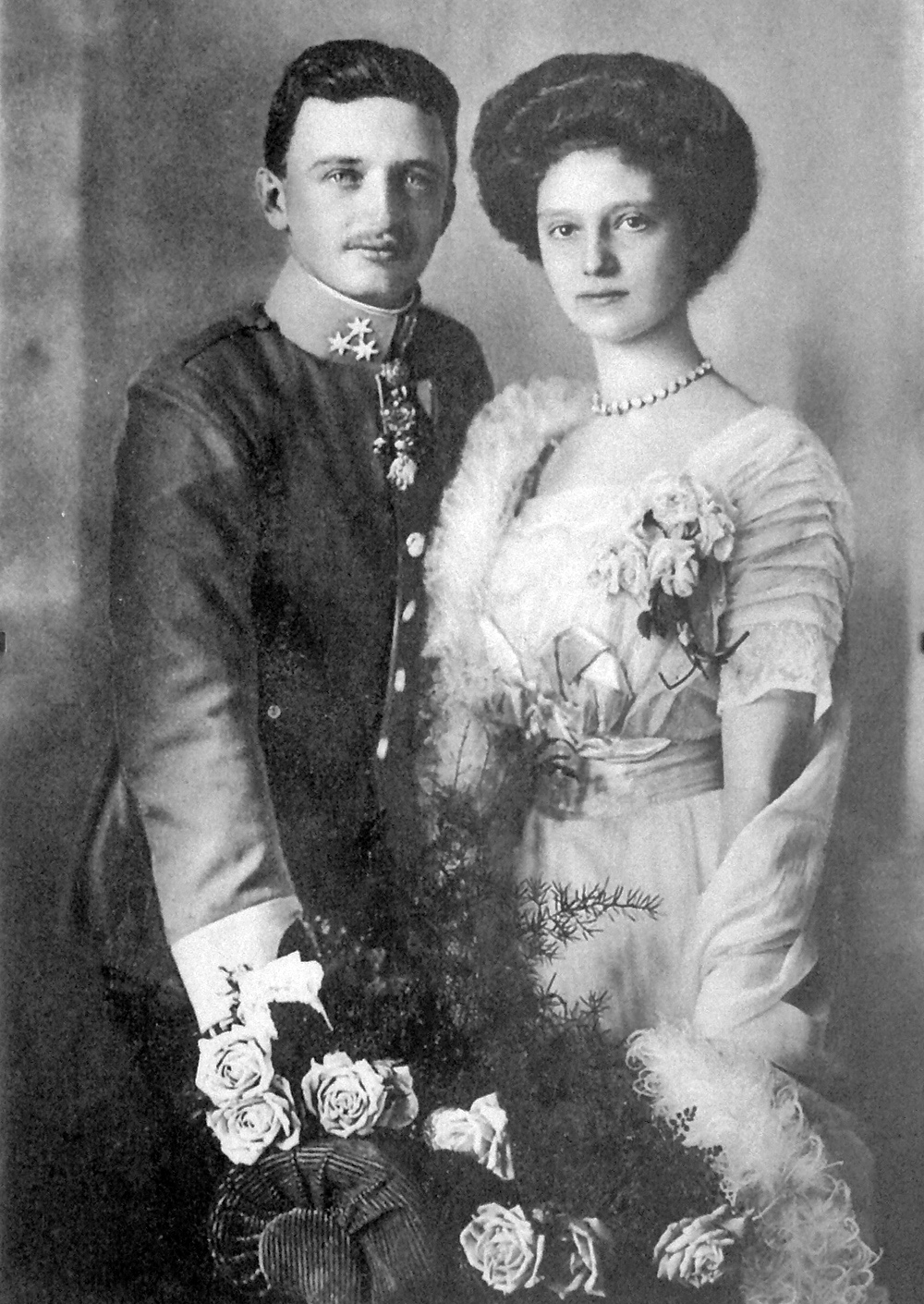
1911年7月、婚約時代のカールとツィタ

1909年初夏、母方の従姉マリア・アンヌンツィアータとともに保養を目的として訪問したフランツェンバートにて、カール大公と再会する。カールは当時エーゲルラントの竜騎兵中隊に駐屯しており、そこから軍服で訪れていた。
当時の帝位継承者フランツ・フェルディナント大公はゾフィー・ホテクと貴賤結婚したため、彼らの子女に帝位継承権は認められず、また老帝フランツ・ヨーゼフ1世とフランツ・フェルディナント大公の政治思想的対立も深刻だった。次々期帝位継承者として期待されるカール大公とツィタは、このような情勢下、愛情からか政略的判断からか、交際を開始する。ツィタは後年になって「私のカールに対する愛情は、二年間の間にゆっくり熟成されていきました」と語った。
1911年1月16日、ツィタはウィーン宮廷舞踏会にデビューした。宮廷の関係者らにツィタは好印象を与えた。一方、カールは素朴で実直な人柄から、国民には好印象を与えたものの、関係者からの印象は良くなかった。
ツィタにはドン・ハイメからの求婚があったことを知ったカールは、婚約を急ごうとする。老帝からカールに対し「カトリック信徒」「君主の子女」を条件として示されており、また皇帝は孫娘のエリーザベト・フランツィスカとの結婚を最も希望していた。
1911年5月、叔母マリア・テレジアによりゼンメリングの聖ヤコブ狩猟館に招かれたカールとツィタは、狩猟を楽しんだ後、ついにカールは求婚し、ツィタは承諾した。この際、ツィタは躊躇ったとする説もある。

### 結婚

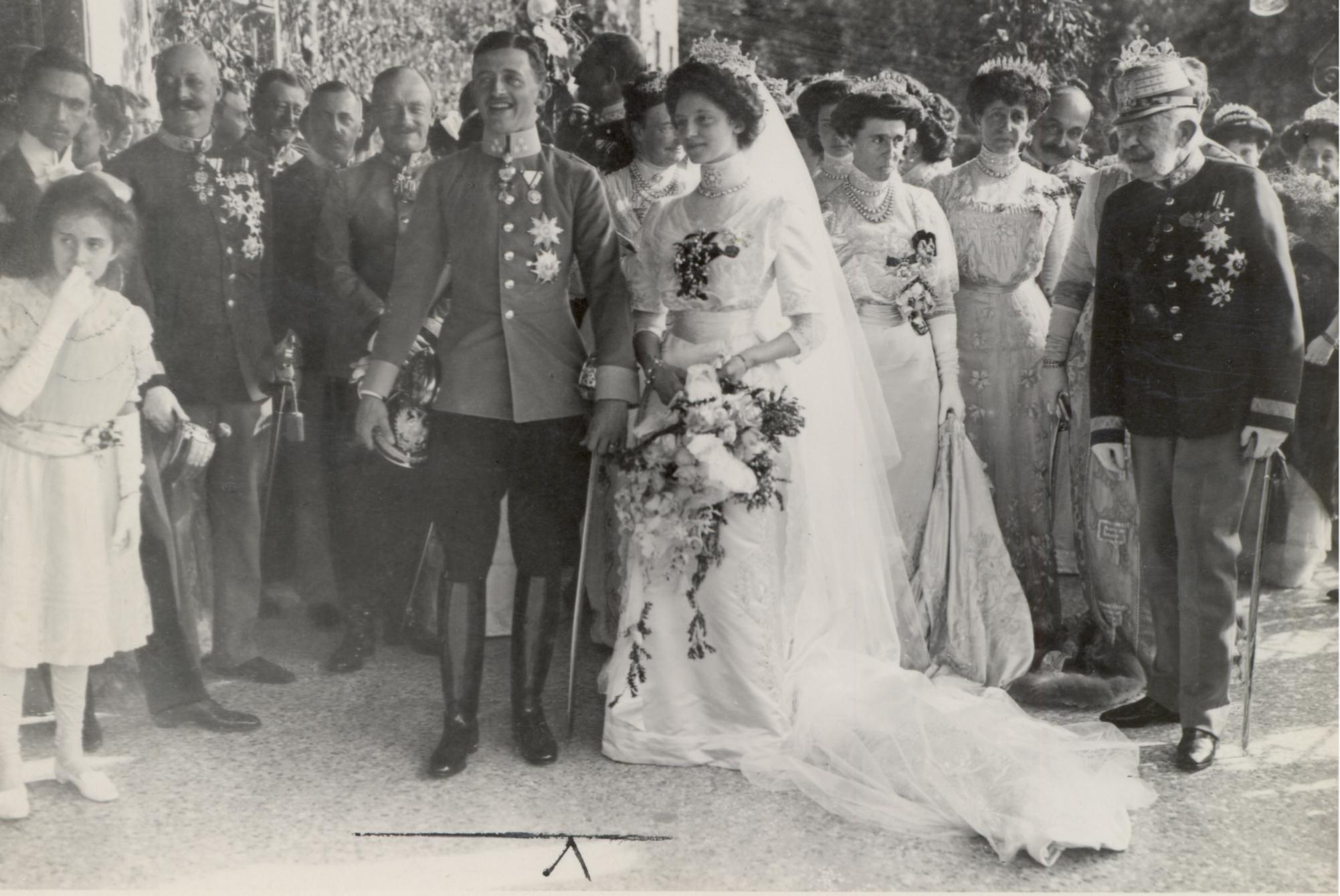
カールとツィタの婚礼。前列右はフランツ・ヨーゼフ1世

ウィーンのヘルメス・ヴィラで静養していたフランツ・ヨーゼフ1世は、カールの母マリア・ヨーゼファから婚約の報告を受ける。ツィタの異母兄姉に知的障害者が多数いたことが懸念事項としてあったものの、皇帝も許可をした。
同年6月13日、ツィタの母マリア・アントーニアの名の由来であるパドヴァのアントニオの祝日を選んで、内輪だけの婚約式がピアノーレ城で行われた。翌日に婚約が公式発表された。
カールはフランツ・フェルディナント大公に代わり、皇帝の名代として英国王ジョージ5世の戴冠式に参列した。その間ツィタはローマへ赴き、カールの希望もあり、6月24日に教皇ピウス10世から結婚の承諾と祝福を受けた。この際、教皇は「カールが次期皇帝になる」と発言した。
10月21日、シュヴァルツァウでツィタとカール大公は結婚した。結婚式前日には、ウィーナー・ノイシュタットの航空隊が祝賀飛行を行った。帝室と市民から、盛大で豪華な祝福を受ける。フランツ・ヨーゼフ1世は皇太子ルドルフや皇后エリーザベトの死後落ち込んでいたが、カール大公とツィタの結婚に際しては稀に見る上機嫌さを示し、バルコニーに出ては民衆に手を振り、カール大公・ツィタ夫妻と一緒に写真に写るなどのサービスを行った結果、風邪をひき気管支炎も併発させてしまった。
翌1912年11月、帝位継承順位第3位となる長男オットーが誕生。代父母には皇帝と叔母マリア・テレジアがそれぞれ務め、洗礼名には将来フランツ・ヨーゼフ2世となることを念頭に「フランツ・ヨーゼフ」の名が与えられた。1914年2月1日には長女アーデルハイトも誕生した。
しかし、同年6月28日、サラエボ事件が発生しフランツ・フェルディナント大公夫妻が暗殺され、第一次世界大戦の引き金となった。カールとツィタ夫妻にとっては、数十年先と考えられていた帝位継承が目前に迫ることとなった。

### 皇位継承と廃位

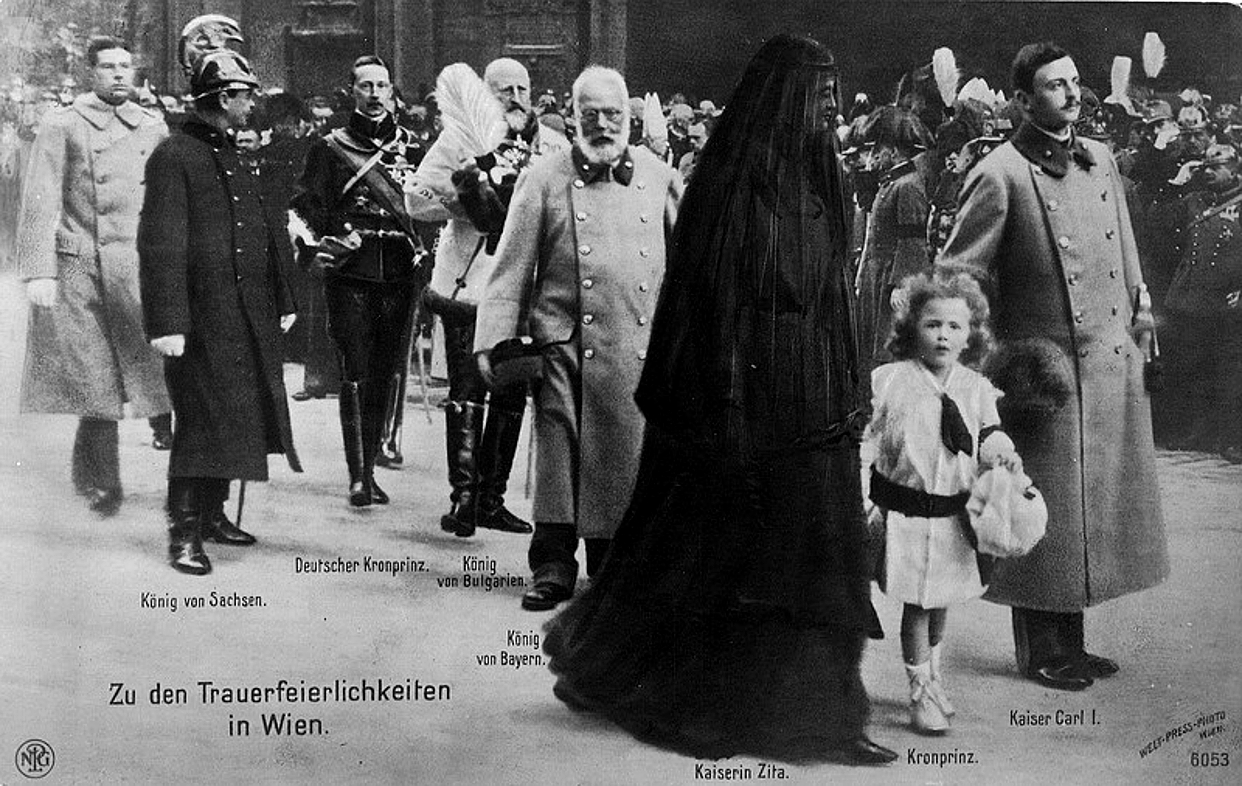
フランツ・ヨーゼフ1世の葬送行列にて（1916年）

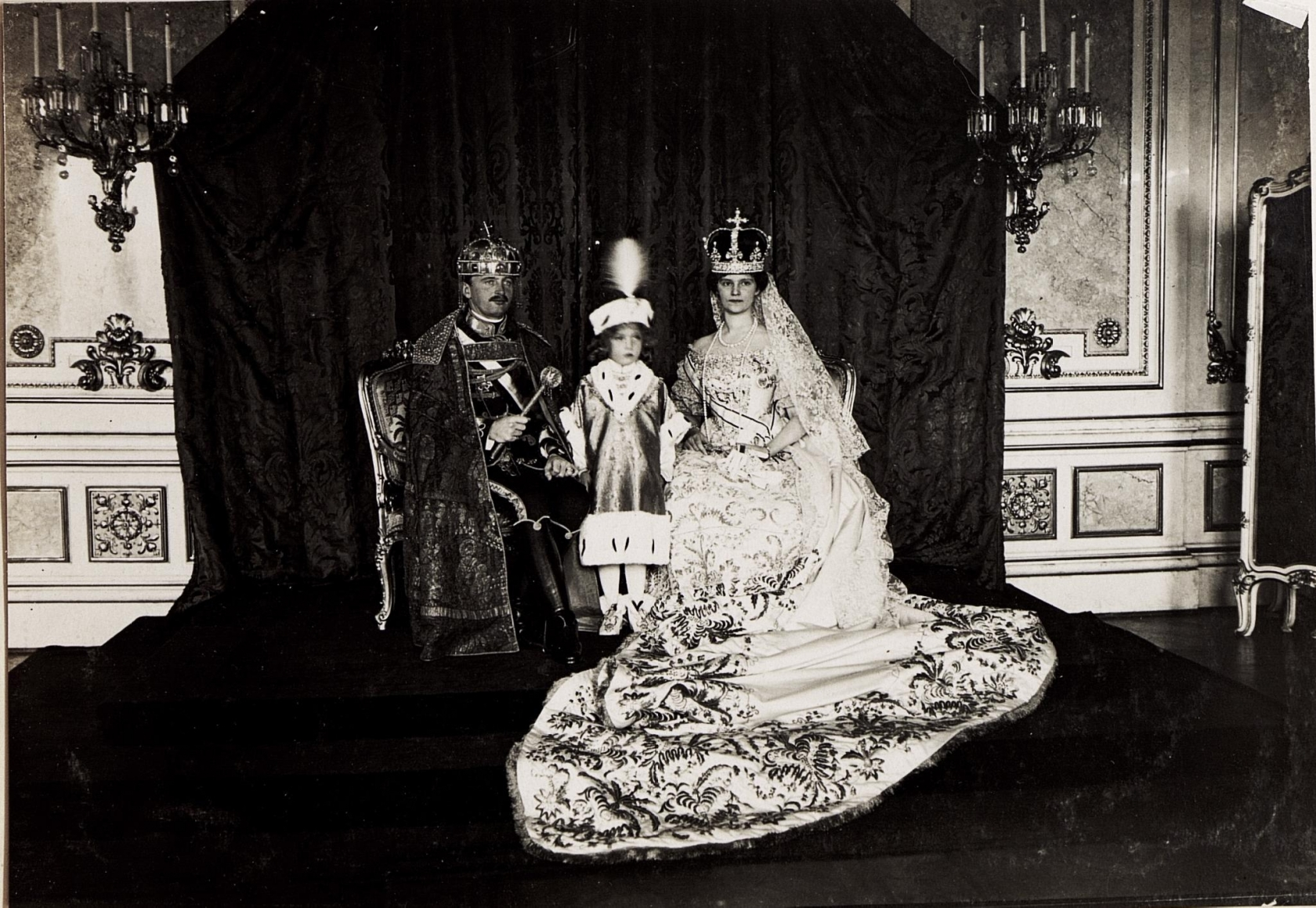
ハンガリーでの戴冠式（1916年）

1916年、フランツ・ヨーゼフ1世の崩御とそれに伴うカール1世の即位で皇后となる。ブルボン＝パルマ家という出自が交戦国であるフランス、イタリアに結びつくということもあり、「イタリア女」と呼ばれ国民から嫌われた。
1918年、オーストリアは第一次世界大戦に敗北し、帝国は解体され、カール1世も「国事不関与」の宣言に追い込まれるが、夫がそれを決意した際には最後まで反対し続けた。なお、大戦末期にはツィタの兄であるシクスト公子、グザヴィエ公子がオーストリアの連合国との単独講和交渉に当たったが、失敗に終わった。

### 流転の日々

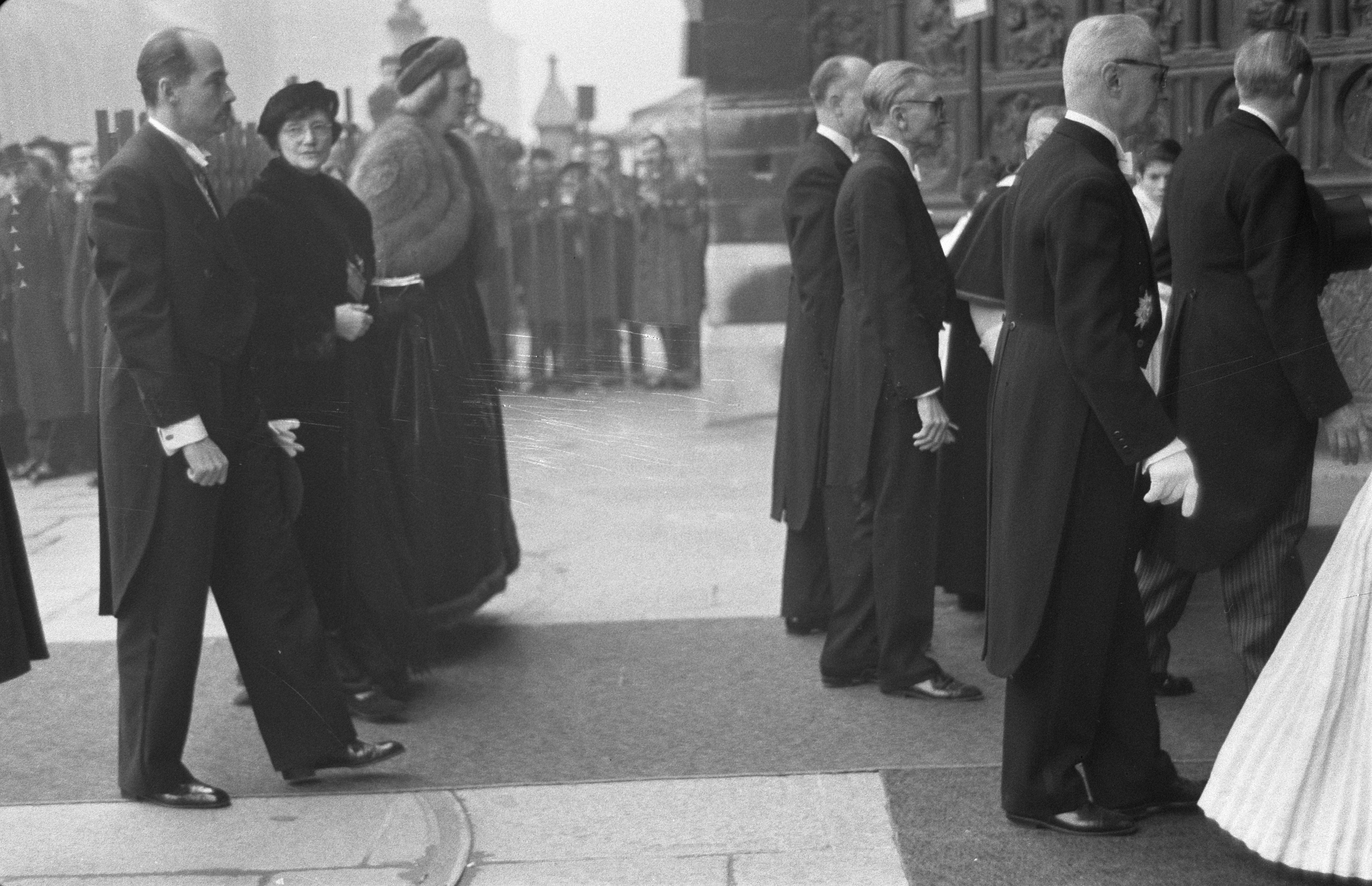
兄ハビエルの娘マリー＝フランソワーズとエドゥアール・ド・ロブコウィチュの結婚式に、オットーとともに参列するツィタ（1960年）

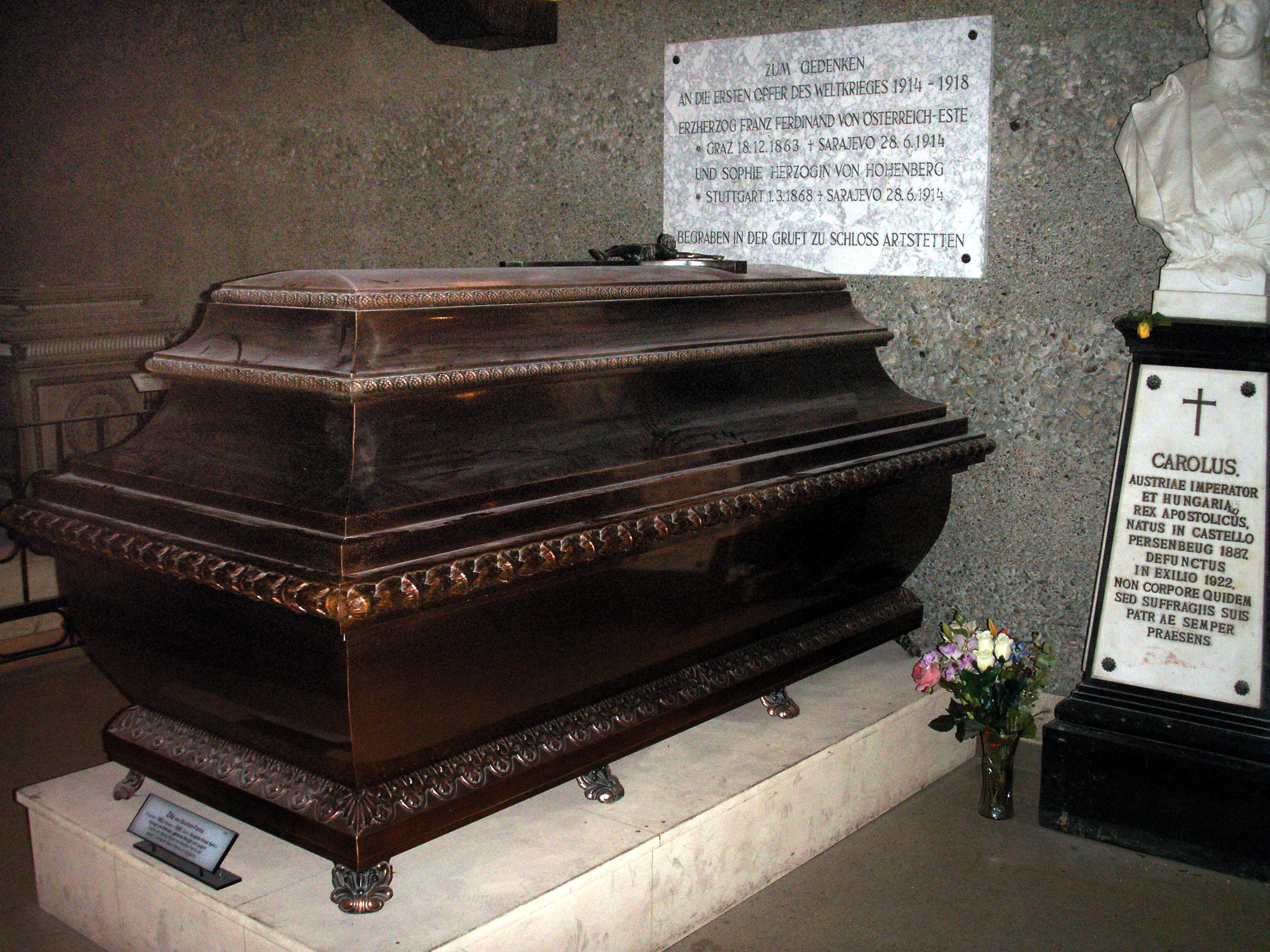
カプツィーナー納骨堂のツィタの棺。カール1世の遺骸は今もマデイラ島にあるので、胸像が代わりに置かれている

さらに、1921年にハンガリーにおける主権を取り戻そうとしたが失敗し（カール1世の復帰運動）、スイスへの受け入れも拒否されたため、ポルトガル領マデイラ島に亡命した。カールが風邪をひいた際、ツィタは金銭難のため医者を呼ぶのを惜しんだ。カール1世が肺炎で没した後、ツィタは終生黒い衣服を着るようになった。
その後、ツィタは国外追放処分となっていたが、娘アーデルハイトの墓参と称して1982年8月17日にチロルを訪れた。この頃には第一次世界大戦当時にオーストリア国民が抱いていたツィタへの反感は消えており、むしろ国民の半数が帰郷を歓迎していた。以来、ツィタはしばしばオーストリアに入国し、そのたびに1万人以上の群衆が「最後の皇后」を見ようと押し寄せた。
1989年、スイスのツィツァースで死去した。オーストリア国内の反対論を押し切る形で、ウィーン市内のシュテファン大聖堂で葬儀が行われ、カプツィーナー納骨堂に葬られた。葬儀ではモーツァルトのレクイエムが全曲演奏され、帝国時代の国歌『神よ、皇帝フランツを守り給え』も歌われた。共和制移行後、シュテファン大聖堂にかつて国歌だったこの曲が響いたのはこの時が初めてであった。

## 聖性調査
ツィタはその信心深さでよく知られた。生涯にわたって夫カール1世の退位を否定し続けたのも、王権神授説を信じていたためだった。1962年から、オーストリアとの国境にほど近いスイス・ツィツァースにある聖ヨハネス修道院で暮らすようになり、崩御までのおよそ27年間を祈りの日々で過ごした。
没後20年が経過した2009年、聖性調査が正式に開始され、「神の僕」となった。
なお、夫カール1世はすでに福者となっているが、その記念日は彼の命日ではなくツィタとの結婚記念日である10月21日となっている。（そのことが示唆しているように）ツィタもいずれカール1世と並ぶようにカトリックの祭壇に加わる可能性が非常に大きいといわれている。

## 人物
- 王権神授説の信奉者であったため、ハプスブルク家に生を受けた夫以上にハプスブルク王朝の存続を当然のことと思っており、死ぬまでいつの日かハプスブルク家に再び君主の座が戻ってくると信じて疑わなかった。そのため、カール1世が崩御した直後に「あなたは今、皇帝および王（Kaiser und Könige）となったのです」と皇太子オットーに語り、オットーが「オーストリア皇帝」に即位したとみなしていた。そのため、ツィタらの猛反対にもかかわらずオットーが1961年に共和国の忠実な市民となることをオーストリア共和国に宣誓したと知った際には、衝撃のあまり絶句したという[34]。
  - カールとツィタの子孫は婚姻によりスペイン、ベルギー、ルクセンブルクの君主位継承権を保持しており、王政復古という形によらずとも将来ハプスブルク一族が君主に返り咲く可能性はある。

## 子女

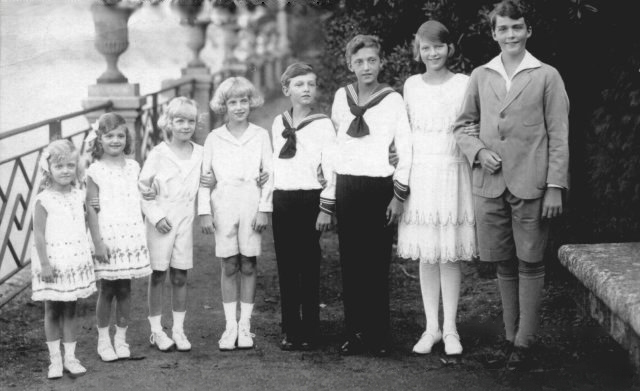
カールとツィタの子供達、1920年代

8子を産み、多産というハプスブルク家の伝統を守ったともいえる。
- オットー（1912年 - 2011年） - 皇太子、ハプスブルク家前当主、元欧州議会議員。
- アーデルハイト（1914年 - 1971年）
- ローベルト（1915年 - 1996年） - 分家のオーストリア＝エステ家の祖。
- フェリックス（1916年 - 2011年）
- カール・ルートヴィヒ（1918年 - 2007年）
- ルドルフ（1919年 - 2010年）
- シャルロッテ（1921年 - 1989年） - メクレンブルク公ゲオルクと結婚。
- エリーザベト（1922年 - 1993年） - ハインリヒ・リヒテンシュタイン（リヒテンシュタイン侯フランツ・ヨーゼフ2世の従弟）と結婚。